# Condominium areolatum
Condominium areolatum is een zakpijpensoort uit de familie van de Protopolyclinidae. De wetenschappelijke naam van de soort is voor het eerst geldig gepubliceerd in 1963 door Kott.